# 高齢者交通料金助成事業
高齢者交通料金助成事業（こうれいしゃこうつうりょうきんじょせいじぎょう）とは北海道函館市が高齢者の交通機関利用に際し、料金の助成を行っている事業である。

## 概要
函館市内に住んでいる70歳以上の高齢者の交通料金の一部を助成することによって、社会参加等の外出を支援し、健康保持および生活の向上を目的とする函館市独自の事業である。従来の福祉乗車証「市電・バス利用証」に変わり、2012年（平成24年）4月1日から開始された。

## 助成内容
助成の対象者は満70歳の誕生日を迎えた高齢者となっている。ただし函館市障害者等外出支援事業の助成を受けている人は対象とならない。
助成方法が次の日程によって変わっている。

### 2018年（平成30年）3月31日まで
市電・函館バス共通の、イカすカードと同じ磁気カードタイプの「高齢者交通料金助成専用乗車カード」を半額で購入することが出来る「高齢者交通料金助成券」が1年度に1冊6,000円分（500円券12枚）交付を受けられ、1,000円（1,080円分使用可能）のカードを助成券1枚（500円分）と現金500円で、5,000円（5,800円分使用可能）のカードを助成券5枚（2,500円分）と現金2,500円で購入出来ていた。運賃は通常の大人料金が引き落とされる。
「高齢者交通料金助成券」の交付と「高齢者交通料金助成専用乗車カード」の購入は2018年（平成30年）4月1日以降廃止されたが、すでに手に入れているカードは2020年（令和2年）3月31日まで使用出来る。また期限までに使い切れなかったカードは、同年4月1日以降に駒場乗車券販売所・函館バス函館市内各営業所にて払い戻しが受けられる。

### 2018年（平成30年）4月1日以降
2017年（平成29年）3月25日に函館市電・函館バスにおいてIC乗車カードICAS nimocaが導入された事で、かねてより2018年（平成30年）4月1日から、高齢者交通料金助成事業の乗車カードにICAS nimocaを導入する議論が函館市議会で行われ、2017年（平成29年）9月21日に導入が公表された。

### 2024年（令和6年）4月1日以降
助成額が6,000円から1万円に引き上げられた。

## 対象となる路線・区間
- 函館市企業局交通部（函館市電）全線、ただし箱館ハイカラ號は次の通りとなる。
  - ICAS nimoca：利用出来るが、助成の対象とならない[10]ほか、乗り継ぎ料金が適用されない
  - 高齢者交通料金助成専用乗車カード（従来の磁気カードタイプ）：利用出来ない
- 函館バス運営の路線バスのうち、函館市内全域路線、ただし ICAS nimocaでは、函館市以外で乗降車した場合の運賃分については助成の適用外だが、通常利用は出来る。

## 利用状況
2014年
磁気カード方式3年目。年間の利用傾向は、過去３年間とも４月をピークに減少し、利用期限が迫る３月に回復している。市地域福祉課によると「2014年度の利用実績が市の基本水準になるのでは」と分析している。
- 利用枚数：25万2,693枚
- 利用率：57.9%（前年比0.5減）
- 交付人数：3万6,394人（前年比1,000人増）

2016年
磁気カード方式終了1年前。交付率は増加しているが、使用率は年々減少傾向である。市保健福祉部は「助成券を必要以上に使用せず、適切な使用が図られたことが考えられる」と分析している。
- 利用枚数：24万6,794枚
- 使用率：55.2%
- 交付人数：3万7,251人